# Central Nuclear de Pickering
La Central Nuclear de Pickering está situada en Pickering, Ontario, Canadá. En la misma planta también se encuentra una turbina de viento de pruebas de 1,5 MWe.
La construcción se realizó por etapas entre 1966-1986 por la corporación de la corona Ontario Hydro. En abril de 1999 Ontario Hydro fue dividida en 5 corporaciones, correspondiendo a Ontario Power Generation (OPG) el hacerse cargo de las plantas de generación eléctrica y mantener el funcionamiento de la planta de Pickering.
La planta de Pickering es una de las mayores instalaciones nucleares del mundo y comprende 8 reactores CANDU situados en la orilla norte del Lago Ontario, con una potencia de salida total de 4.124 MW (capacidad neta) y 4.336 MW (bruta por neto) cuando todas las unidades están en funcionamiento. Sólo la Bruce Nuclear Generating Station sobrepasa en Canadá a la de Pickering, porque aunque también tiene 8 reactores, tiene mayor potencia de salida.
La instalación funciona como dos plantas separadas, Pickering A (Unidades 1 a 4) y Pickering B (Unidades 5 a 8). Aunque esta división sea básicamente administrativa, no es del todo artificial, ya que hay algunas diferencias de diseño entre los dos grupos de unidades (Por ejemplo, Las unidades de Pickering A utilizan un depósito moderador como mecanismo de apagado, mientras que las unidades de Pickering carecen de este dispositivo). No obstante, existen bastantes sistemas y estructuras en común entre las dos plantas: la más importante de las cuales es, posiblemente, el edificio de vacío compartido, un sistema de contención por presión negativa.
Debido a la antigüedad y condiciones materiales de sus más viejos reactores, se realizaron cambios durante los años 90 en la planta de Pickering y algunas unidades del grupo A quedaron en suspenso. Desde entonces las unidades 1 y 4 han sido actualizadas y puestas en servicio comercial. Durante la actualización de la unidad 4 se produjeron excesos sobre el presupuesto de costes y demoras en el proyecto. Se realizaron numerosos cambios en el personal ejecutivo y en la estrategia de administración del proyecto para el seguimiento de actualización de la unidad 1. Estos cambios fueron ampliamente beneficiosos y la actualización de la unidad 1 se llevó a cabo dentro del presupuesto y a tiempo, tomando en cuenta las demoras iniciales de arranque (impuestas por el gobierno provincial).
En agosto de 2005, el Consejo de Administración de la OPG anunció que las unidades 2 y 3 no serían actualizadas debido a los riesgos técnicos y de coste que suponía la situación material de estas dos unidades.
En 1994 la unidad 7 estableció un récord mundial de funcionamiento continuo (894 días) sin apagados.
Los reactores son los siguientes:
PICKERING A
- PICKERING A 1
- PICKERING A 2 (apagado)
- PICKERING A 3 (apagado)
- PICKERING A 4

PICKERING B
- PICKERING B 5
- PICKERING B 6
- PICKERING B 7
- PICKERING B 8